# Cirrhaea seidelii
Cirrhaea seidelii är en orkidéart som beskrevs av Guido Frederico João Pabst. Cirrhaea seidelii ingår i släktet Cirrhaea och familjen orkidéer. Inga underarter finns listade i Catalogue of Life.